# Apodotia
Apodotia (in greco Αποδοτία?) è un ex comune della Grecia nella periferia della Grecia Occidentale (unità periferica dell'Etolia-Acarnania) con 2 589 abitanti secondo i dati del censimento 2001.
È stato soppresso a seguito della riforma amministrativa detta "piano Kallikratis", in vigore dal gennaio 2011, ed è ora compreso nel comune di Nafpaktia.
Il nome del comune proviene dalla tribù greca antica dei Apodoti. Come comune e già esistito dal 1835, però è stato diviso e riunito ultimamente. In Grecia il ministero dell'Interno prepara una legge per la suddivisione amministrativa del paese in cui le voci dicono che il comune entrerà nel comune di Lepanto, cioè nella città che è stata sempre il centro economico di tutta la periferia lepantina.

## Monumenti e luoghi d'interesse
In Apodotia ci sono luoghi e montagne bellissime da visitare e d'inverno è piena di turisti. D'estate ci sono tantissime persone che arrivano da Atene per passare qui i giorni di caldo.
Destinazione famosa e la capitale del comune e il villaggio di Ampelakiotissa con il famoso monastero della Madonna con storia di 6 secoli, all'interno del monastero c'è anche la mano destra dello santo Policarpo.

## Località
Apodotia è suddiviso nelle seguenti comunità:
- Ano Chora
- Ampelakiotissa
- Anavriti
- Aspria
- Grammeni oxia
- Gregori
- Elatovrisi
- Kalloni
- Elatou
- Katafygio
  - Golemio
- Kato Chora
- Kentriki
  - Sellos
- kokkinohori
  - Sotirio
  - Hrisovo
- krioneria
- kidonea
- Lefka
- Limnitsa
- Madrini
- Podos
- Terpsithea